# Mistrzostwa Polski w Tenisie Stołowym 2020
Mistrzostwa Polski w Tenisie Stołowym 2020 – 88. edycja mistrzostw, która odbyła się w Białymstoku w dniach 28 lutego–1 marca 2020 roku.

## Medaliści
| Konkurencja             | Złoto                                                                         | Srebro                                                                    | Brąz |
| gra pojedyncza kobiet   | Natalia Bajor (KU AZS UE Wrocław)                                             | Paulina Krzysiek (MUKS Start Nadarzyn)                                    | Kinga Stefańska (KTS Tarnobrzeg) Wiktoria Wróbel (MRKS Gdańsk)                                                                                                   |
| gra pojedyncza mężczyzn | Jakub Dyjas (Energa KTS Toruń)                                                | Patryk Chojnowski (KS AZS AWFiS Gdańsk)                                   | Robert Floras (Polonia Bytom) Maciej Kubik (Dekorglass Działdowo)                                                                                                |
| gra podwójna kobiet     | Natalia Bajor (KU AZS UE Wrocław) Kinga Stefańska (KTS Tarnobrzeg)            | Karolina Pęk (Bronowianka Kraków) Emilia Kijok (ZKS Zielona Góra)         | Roksana Załomska (KU AZS UJD Częstochowa) Aleksandra Michalak (Warmia Lidzbark Warmiński) Katarzyna Węgrzyn (KU AZS UE Wrocław) Anna Węgrzyn (KU AZS UE Wrocław) |
| gra podwójna mężczyzn   | Konrad Kulpa (Energa-Manekin Toruń) Tomasz Kotowski (Energa-Manekin Toruń)    | Piotr Chodorski (Politechnika Rzeszów) Filip Szymański (niestowarzyszony) | Marek Badowski (Bogoria Grodzisk Mazowiecki) Robert Floras (Polonia Bytom) Jakub Dyjas (Energa KTS Toruń) Damian Węderlich (Energa KTS Toruń)                    |
| gra mieszana            | Samuel Kulczycki (Dekorglass Działdowo) Katarzyna Węgrzyn (KU AZS UE Wrocław) | Robert Floras (Polonia Bytom) Anna Węgrzyn (KU AZS UE Wrocław)            | Jakub Perek (ZKS Zielona Góra) Natalia Bajor (KU AZS UE Wrocław) Tomasz Lewandowski (Politechnika Rzeszów) Paulina Krzysiek (MUKS Start Nadarzyn)                |